# Thomas Kvist
Thomas Vedel Kvist (Odder, 18 augustus 1987) is een Deens voormalig wielrenner. hij reed onder meer voor Quick·Step-Innergetic. Kvist stopte in 2011 met professionele wielrennen om zich te kunnen richten op zijn opleiding.

## Belangrijkste overwinningen
2008
5e etappe Coupe des Nations Ville Saguenay
Eindklassement Coupe des Nations Ville Saguenay
2e etappe Ronde van Luik
2011
1e etappe Ronde van Normandië
4e etappe Ronde van Rhône-Alpes Isère

## Resultaten in voornaamste wedstrijden
| Jaar | Milaan-San Remo | Luik-Bast.‑Luik | Ronde van Lombardije | Waalse Pijl |  | WK op de weg |  | Wereldranglijsten |
| ---- | --------------- | --------------- | -------------------- | ----------- |  | ------------ |  | ----------------- |
| 2005 |                 | 88e             | 43e                  | 48e         |  | 76e          |  | 66e (UPT)         |
| 2006 |                 | 67e             |                      | 125e        |  |              |  |                   |
| 2007 | 61e             | 55e             |                      | 33e         |  | 31e          |  |                   |
| 2008 | 86e             |                 |                      |             |  | 12e          |  | 9e (UPT)          |
| 2009 | 107e            | 53e             |                      | 6e          |  | 33e          |  | 55e (UWK)         |
| 2010 | 27e             | 31e             |                      | 23e         |  |              |  | 161e (UWK)        |
| 2011 |                 |                 |                      |             |  | 39e          |  | 175e (UWT)        |

Barredo · Bettini   · Boonen · Carrara · Cretskens · Davis · Devolder · Jefimkin · Engels · Facci · Gárate · Grabovski · Hulsmans · de Jongh · Kvist · Proni · Rosseler · Scarselli · Schwab · Seeldraeyers · Steegmans · Tonti · Tosatto · Van De Walle · Van Impe · Viganò · Visconti · Weylandt · Wynants · Joseph (stagiair) · Malacarne (stagiair)
Barredo · Boonen · Cataldo · Chavanel · Cornu · Davis · de Jongh · De Weert · Devenyns · Devolder · Engels · Facci · Hovelijnck · Hulsmans · Koenitski · Kvist · Malacarne · Pineau · Reda · Rosseler · Samojlaw · Schwab · Seeldraeyers · Tosatto · Van De Walle · Van Impe · Velo · Weylandt · Wynants · Robert (stagiair)
Barredo · Boonen · Cataldo · Chavanel · De Weert · Devenyns · Devolder · Engels · Facci · Hovelijnck · Hulsmans · Keisse · Koenitski · Kvist · Maes · Malacarne · Pineau · Reda · Samojlaw · Seeldraeyers · Stauff · Tosatto · Van De Walle · Van Impe · Velo · Weylandt · Wynants · Robert (stagiair) · Van Keirsbulck (stagiair)